# Václav Grulich
Václav Grulich (* 8. května 1932 Suchdol) je český politik, v 90. letech 20. století a počátkem 21. století poslanec České národní rady a Poslanecké sněmovny za ČSSD a v letech 1998–2000 ministr vnitra za vlády Miloše Zemana.

## Biografie
Pocházel z devíti sourozenců. V roce 1967 absolvoval Filozofickou fakultu Univerzity Jana Evangelisty Purkyně (dnešní Masarykova univerzita) v Brně, obor pedagogika. Učil pak na základní škole a do roku 1969 působil jako krajský školní inspektor. V letech 1954–1970 byl členem KSČ. Po nástupu ostré fáze normalizace byl zbaven funkce inspektora a znemožněno mu bylo i pedagogické působení, jelikož byl veden v tzv. "Seznamu exponentů pravice". Do roku 1990 byl pomocným dělníkem a automechanikem v podniku Zetor Brno. V 80. letech se angažoval v klubu reformních komunistů Obroda. Je ženatý, manželka Dagmar se k roku 1998 uváděla jako penzistka.
Po sametové revoluci se zapojil do politického života. Na jaře 1990 se Václav Grulich uvádí jako náměstek ředitele s.p. Zetor v Brně. Do ČSSD vstoupil na podzim 1990. Byl předsedou jihomoravské ČSSD. Ve volbách v roce 1992 byl za ČSSD zvolen do České národní rady (volební obvod Jihomoravský kraj). Zasedal v zahraničním výboru. Na konci roku 1992 se rovněž zmiňuje jako předseda poslaneckého klubu ČSSD v ČNR.
V roce 1993 patřil mezi stoupence Miloše Zemana a jako jediný z místopředsedů zvolených toho roku na sjezdu sociální demokracie patřil jednoznačně do zemanovského křídla. Původně přitom před sjezdem ohlásil záměr kandidovat na předsedu strany. V letech 1993–1994 byl zároveň předsedou výkonné rady aliance Realistický blok, kterou dočasně utvořila ČSSD a některé další opoziční středolevé politické subjekty.
Od vzniku samostatné České republiky v lednu 1993 byla ČNR transformována na Poslaneckou sněmovnu Parlamentu České republiky. V ní obhájil mandát ve volbách v roce 1996 a volbách v roce 1998. V letech 1996–1998 působil jako předseda výboru pro veřejnou správu, regionální rozvoj a životní prostředí.
V červnu 1995 byl aktérem kauzy takzvané podsedické facky, kdy ho fyzicky napadl další významný sociálně demokratický politik Jozef Wagner. Důvodem mělo být to, že Grulich Wagnera urazil antisemitskou nadávkou. Grulich pak přes dva týdny strávil v pracovní neschopnosti a stěžoval si na bolesti páteře. V této době byl také jedním z vrcholných politiků ČSSD zapojených do kauzy využívání karet na pohonné hmoty od firmy Chemapol, které přitom ČSSD neuvedla ve svém účetnictví.
Kromě poslaneckých a stranických postů zastával i vládní funkci. V období let 1998–2000 byl ministrem vnitra ve vládě Miloše Zemana. Pak ho nahradil Stanislav Gross. Důvody svého odchodu z vlády sám Grulich označil za politické a již předtím potvrdil, že poradce Miloše Zemana Miroslav Šlouf má tendenci ovlivňovat personální rozhodnutí v Policii České republiky. Grulichova výměna byla součástí širší rekonstrukce vlády, kdy kabinet opustilo několik ministrů. Původně se v ČSSD uvažovalo o možnosti, že by Grulich výměnou za Grosse nastoupil na post místopředsedy sněmovny, ale to se nestalo.
Ve sněmovních volbách roku 2002 již nekandidoval. V roce 2002 se pak uvádí jako čestný předseda jihomoravské ČSSD. V prosinci téhož roku byl zvolen předsedou městské organizace sociální demokracie v Brně. Jeho nástup měl překlenout složité období, kdy se brněnská organizace kvůli masivním účelovým náborům členů potýkala s těžkými frakčními spory. Počátkem roku 2003 média uvedla, že Grulichovi měl Vladimír Špidla nabídnout kandidaturu na prezidenta za ČSSD.